# 佐伯元継
佐伯 元継（さえき もとつぐ）は、戦国時代の武将。毛利氏の家臣。孫は下松藩士の佐伯継直。

## 生涯
出自については判然としないが、毛利元就に仕える。
享禄3年（1530年）7月24日、安芸国山縣における尼子経久との合戦に従軍し、弓矢の腕を比類無きものであるとして、翌日に元就から感状を与えられた。
天文9年（1540年）、尼子晴久が出雲・石見・伯耆・因幡・備前・備中・備後・美作・安芸の兵30,000を率いて安芸国に侵攻し、元就の吉田郡山城を包囲した（吉田郡山城の戦い）。同年9月12日、尼子晴久の軍との大田口の戦いで元継は武功を挙げ、同年10月11日の青山土取場の戦いでは尼子誠久や三沢為幸らの軍勢と戦って負傷しつつも戦功を立てた。この戦いは毛利軍の井上就綱が三沢為幸を討ち取り、大勝を収めた。また、翌天文10年1月13日の宮崎長尾の戦いにおける尼子陣切り崩しの際に武功を挙げた。以上の吉田郡山城の戦いにおける3つの合戦においても、それぞれ翌日に元就から感状を拝領している。
その後の元継の動向は不明だが、佐伯氏は子・行継が後を継いだ。